# 萊克阿羅黑德 (密蘇里州)
萊克阿羅黑德（英語：Lake Arrowhead）是位於美國密蘇里州克林頓縣的普查規定居民點。

## 人口
根據2020年美國人口普查的數據，萊克阿羅黑德的面積為3.79平方千米，當中陸地面積為3.33平方千米，而水域面積為0.46平方千米。當地共有人口363人，而人口密度為每平方千米95.78人。